# Карбоксиметилцелюлоза

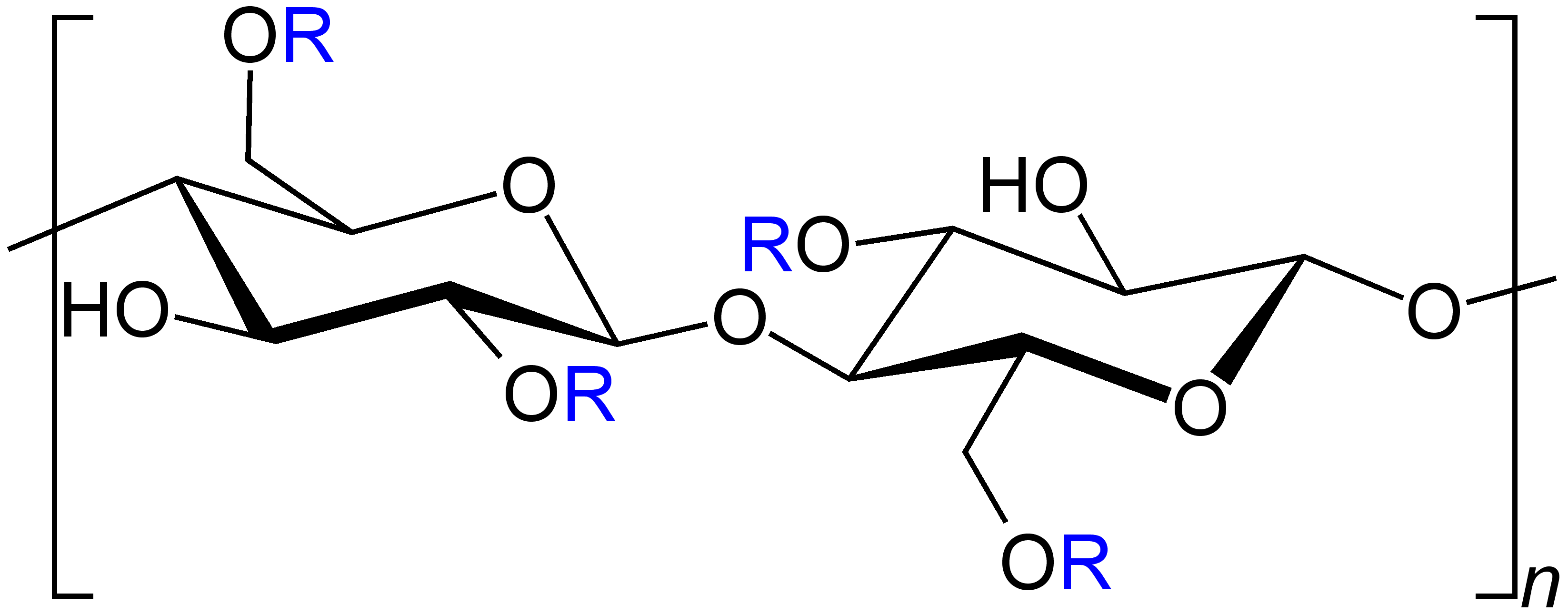
Структурна формула карбоксиметилцелюлози (R — група -CH_{2}-COOH

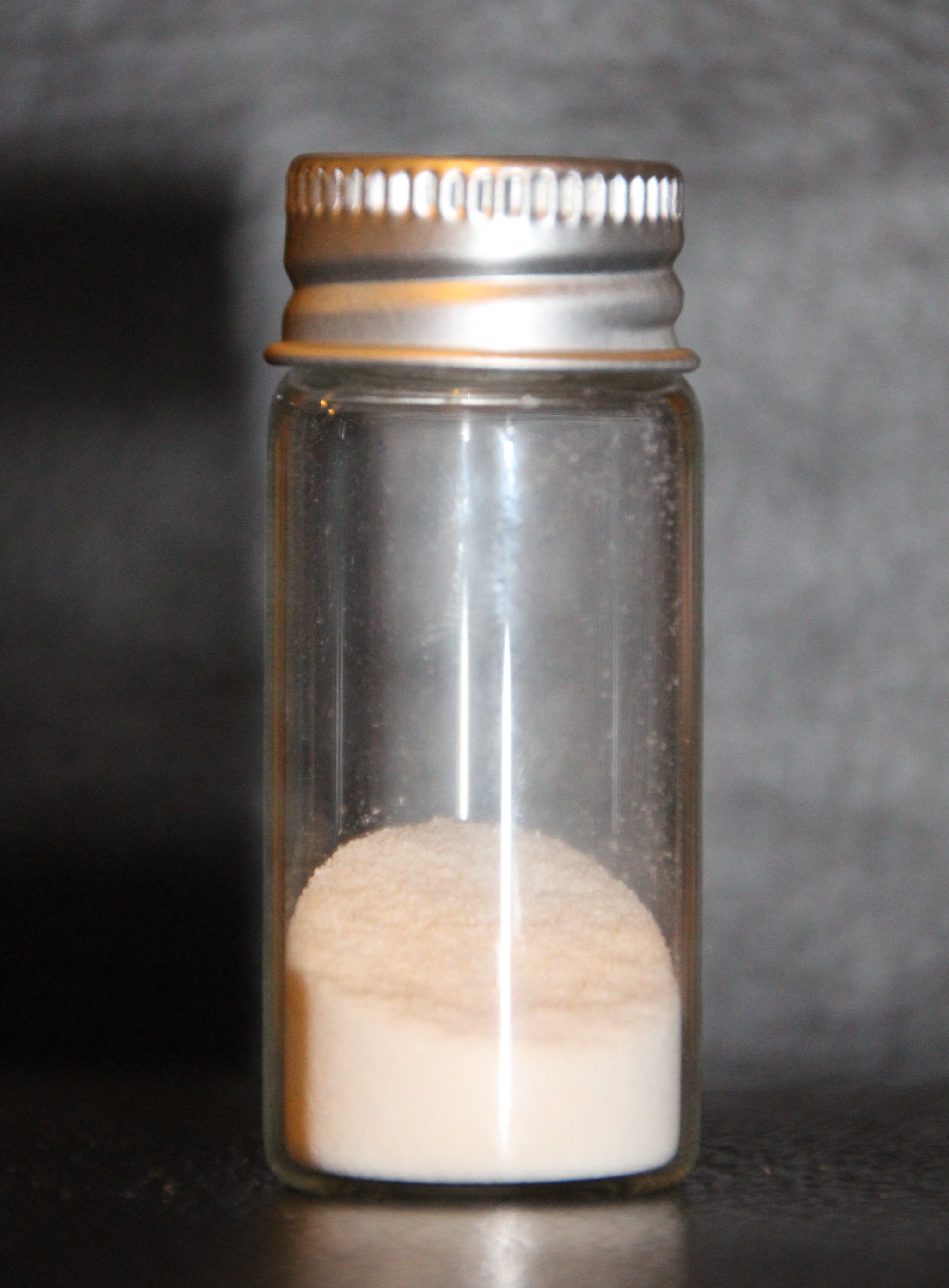
Карбоксиметилцелюлоза

Карбоксиметилцелюлоза  (Carboxymethyl cellulose, КМЦ, целюлозогліколева кислота) — полімер, продукт подальшої переробки целюлози загального складу [С6Н7О2(ОН)3-x(ОСН2СООН)x]n (де х = 0,08—1,5). У молекулі карбоксилметильна група (-CH2-COOH) поєднується гідроксильними групами глюкозних мономерів.
Вперше синтезована і запатентована німецьким хіміком Янсеном в 1918 році. На вигляд — світло-бежевий кристалічний порошок.

## Застосування
В хімічній, харчовій і медичній промисловості карбоксиметилцелюлоза найчастіше використовуються у формі її натрієвої солі — натрій-карбоксиметилцелюлози (Na-карбоксиметилцелюлоза), водні розчини котрої в'язкі, псевдопластичні, а в деяких сортах — тиксотропічні. Na-карбоксиметилцелюлоза застосовується як пластифікатор, загущувач, ресорбент. Також як згущувач входить до складу зубної пасти, харчових продуктів (харчова добавка E469, E466), косметики, лаку для волосся, послаблюючих засобів. Застосовується у виробництві силікатної цегли, клеїв (наприклад, клеїв КМЦ і бустилат). Глиняні суспензії Na-карбоксиметилцелюлози використовуються при бурінні. Входить до складу миючих засобів і як наповнювач для акумуляторів холоду. А також може використовуватися як полімер для піноутворювачів, для покращення стійкості піни.